# 카페 제르보

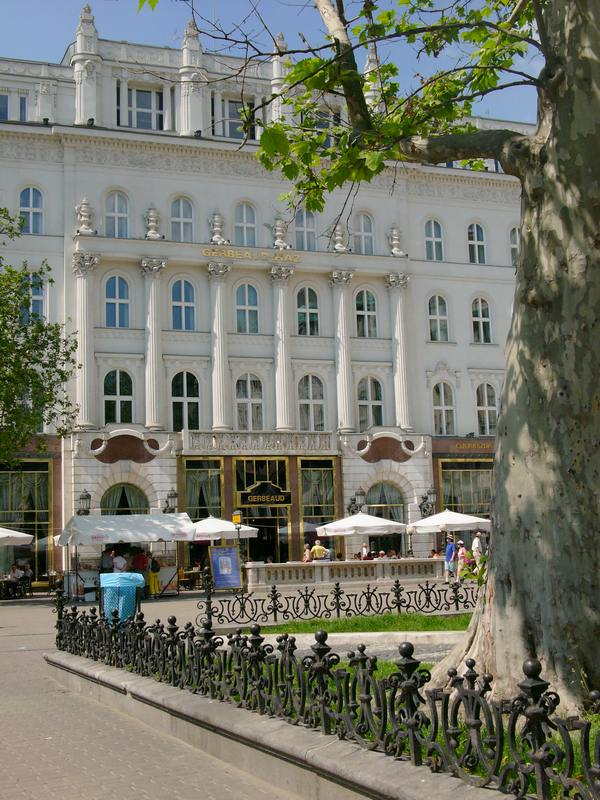
카페 제르보의 외관.

카페 제르보(헝가리어: Café Gerbeaud)은 헝가리의 수도 부다페스트의 뵈뢰슈머르치 광장 (Vörösmarty tér) 위치한 커피하우스로, 1858년에 개업하였으며 유럽의 가장 전통적인 형태의 카페 중 하나이다. 실내는 그륀더차이트 양식으로 만들어진 스투코와 대형 샹들리에, 이국적인 목재로 만들어진 패널과 가구들로 장식되어 있다. 2009년 일본의 도쿄에 두 번째 점포를 개설하였다.

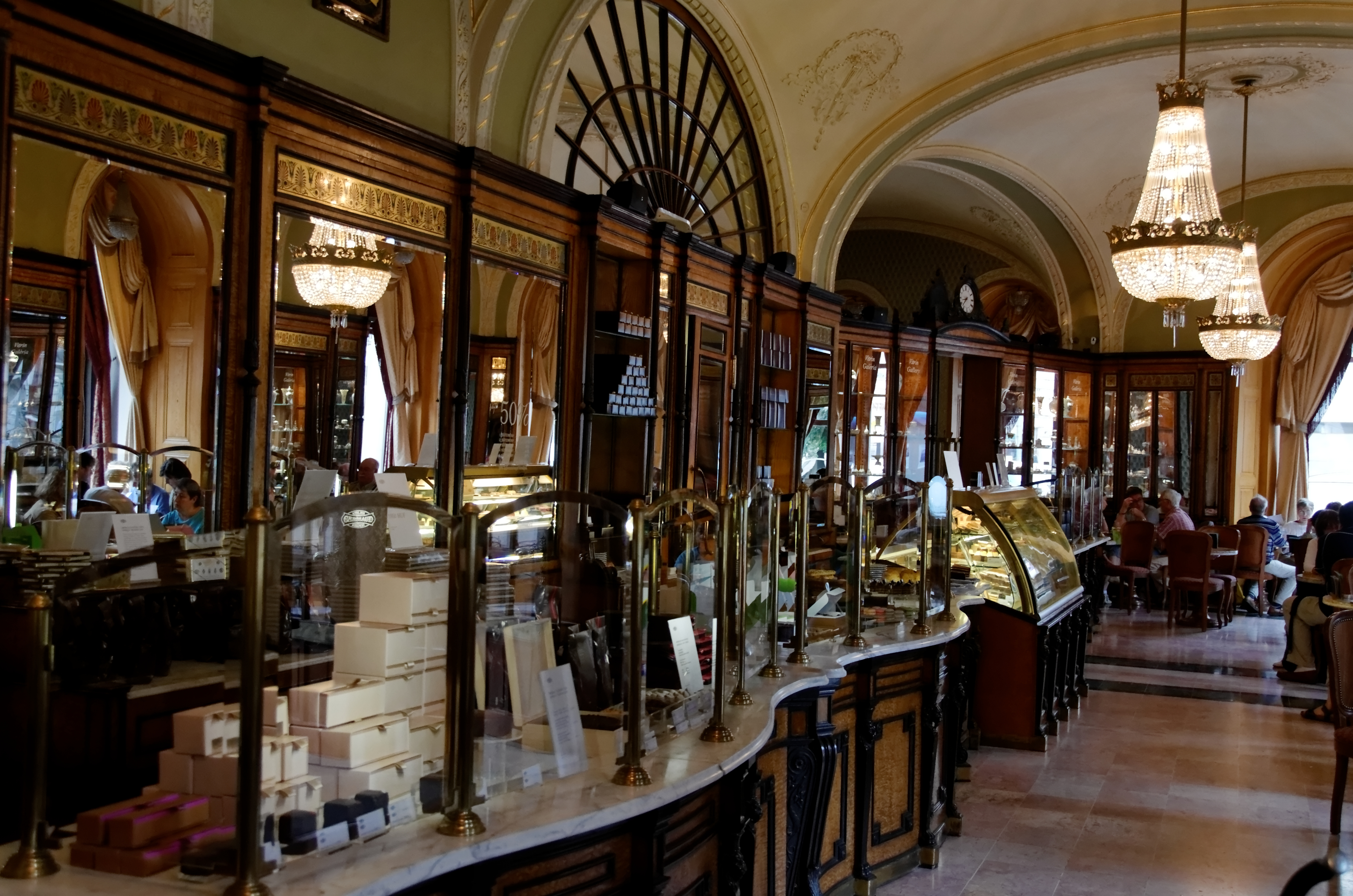
카페 제르보
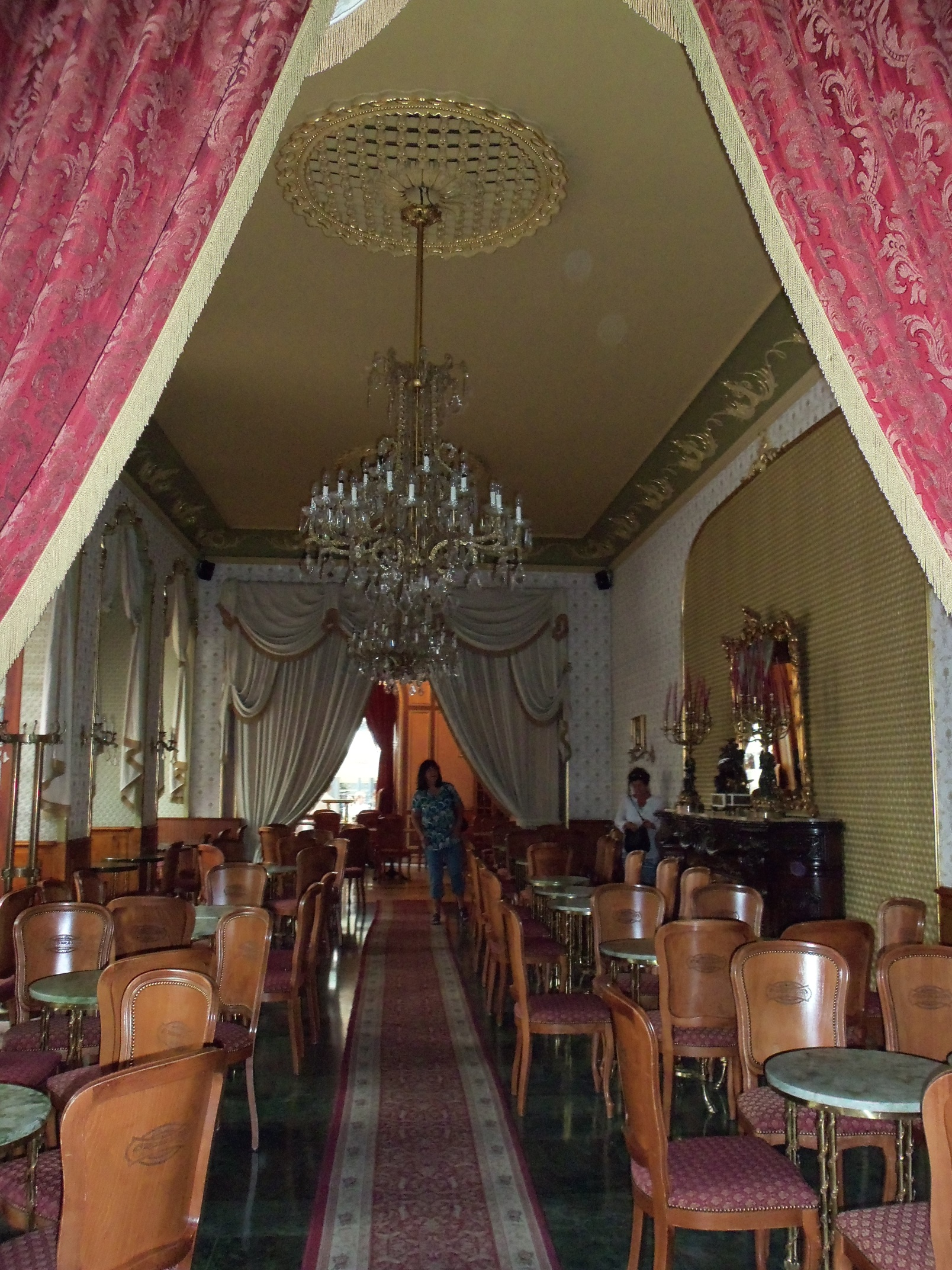
내부 살롱의 일부.
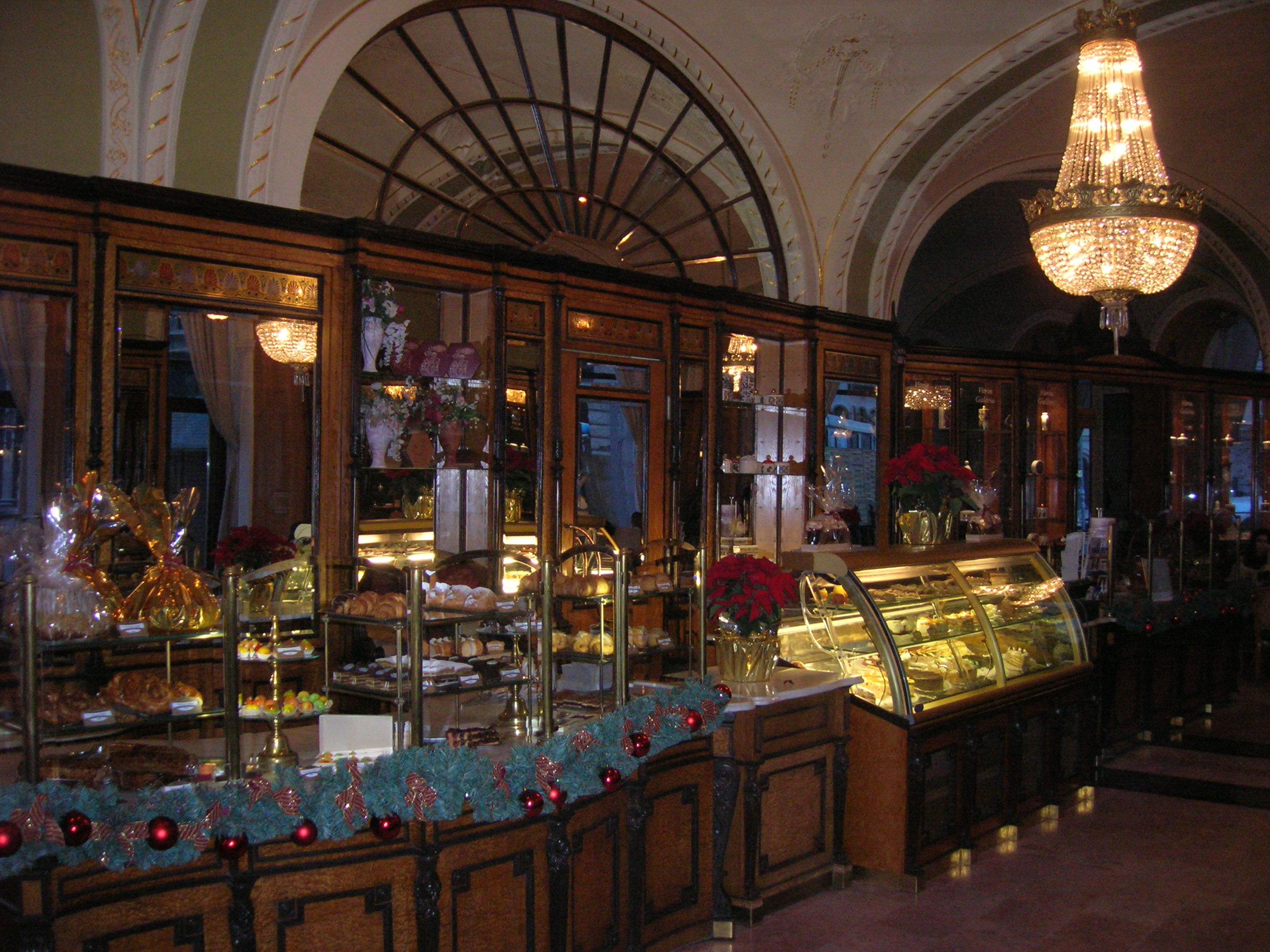
Café Gerbeaud (내부).